# Théophile d'Alexandrie
Pour les articles homonymes, voir Théophile.
Théophile d'Alexandrie (mort le 15 octobre 412) fut évêque (patriarche) d'Alexandrie en Égypte, de 384 à 412. Jouissant d'un grand pouvoir en Égypte, il se fit connaître par des méthodes extrêmement violentes et peu scrupuleuses.

## La destruction des temples païens d'Alexandrie

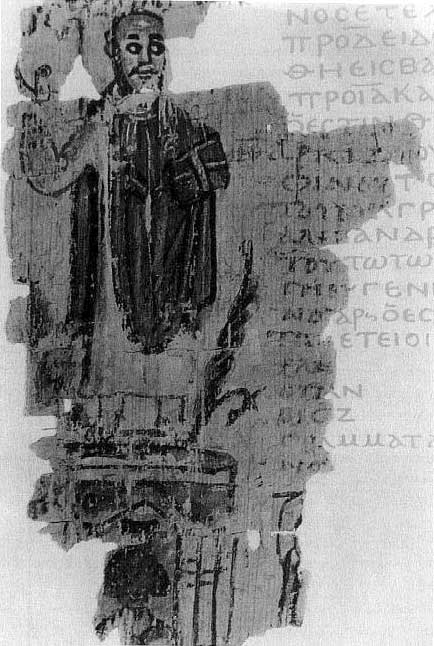
Rouleau du Ve siècle, illustrant la destruction du Sérapéum de la bibliothèque d'Alexandrie par le patriarche Théophile d'Alexandrie.

Le premier événement d'importance auquel il fut associé est la fermeture ou la destruction des temples païens d'Alexandrie en 391. Il voulut d'abord faire confisquer le temple de Dionysos pour le transformer en église et obtint pour ce projet l'approbation de l'empereur Théodose Ier, mais les païens de la ville se mobilisèrent et se barricadèrent dans l'enceinte du Serapæum, un bâtiment massif sur un terrain surélevé surnommé « l'Acropole d'Alexandrie ». Le Préfet d'Égypte et le commandant en chef de l'armée provinciale refusèrent d'intervenir sans un ordre exprès de l'empereur, que Théophile sollicita et obtint : un décret impérial approuva la démolition des temples d'Alexandrie. Alors l'évêque, sans attendre l'intervention des autorités civiles et de l'armée, prit lui-même la tête d'une foule de chrétiens exaltés et se présenta devant le Serapæum où il lut à haute voix le décret de l'empereur devant une foule terrifiée. Ensuite il se précipita dans le temple et donna lui-même le premier coup à la statue du dieu Sérapis ; ses partisans, en état de frénésie, se ruèrent derrière lui et entreprirent de saccager et de démolir complètement le sanctuaire, lequel contenait, selon le témoignage du rhéteur contemporain Aphthonios d'Antioche, une importante bibliothèque qui fut apparemment détruite. Théophile fit attaquer également d'autres temples de la ville comme le Mithræum, qu'il « purgea » de toute présence païenne ; il fit d'autre part exposer en public les objets sacrés des mystères de Mithra et tourner en ridicule les cultes païens en montrant sur la place publique des représentations du phallus. Ces outrages entraînèrent des affrontements très violents entre chrétiens et païens, et il y eut un très grand nombre de morts et de blessés. Après la fin des combats, le préfet d'Égypte et l'armée prêtèrent main-forte à Théophile pour la démolition des temples. Les statues des dieux furent fondues et transformées en vaisselle à l'usage de l'Église chrétienne, sauf la statue de Thot en babouin qui fut conservée pour faire honte aux païens. L'évêque fit construire une grande église à l'emplacement du Serapæum, et à Canope il fit installer sur l'emplacement d'un autre temple de Sérapis le monastère de la Métanoia ou monastère des Tabennésiotes.

## La querelle origéniste
Jusqu'en 399 environ, Théophile était du côté des origénistes : il avait nommé comme archiprêtre et économe de l'Église d'Alexandrie un certain Isidore, un ancien moine du désert de Nitrie qui, avec ses quatre proches appelés les « Longs Frères » (Dioscore, Ammonios, Eusèbe et Euthymios), était une figure du parti origéniste en Égypte. Dans la querelle, en Palestine, entre Épiphane de Salamine et Jean II de Jérusalem (394), il avait pris parti pour le second, considéré comme origéniste, et dénoncé le premier comme « anthropomorphite ». Il s'en prit en 396 à saint Jérôme, l'invitant par l'intermédiaire de l'archiprêtre Isidore à se soumettre à l'évêque de Jérusalem, et ensuite lui reprochant d'avoir donné asile à un évêque anti-origéniste qu'il avait chassé. En 399, il s'en prit dans sa Lettre pascale à des moines « anthropomorphites » (anti-origénistes) du désert de Scété, adversaires de ceux de Nitrie, mais ces moines, indignés, se rendirent à Alexandrie, envahirent son palais et le menacèrent de mort, lui reprochant aussi son mode de vie fort peu religieux. 
Mais peu après, il se brouilla complètement avec l'archiprêtre Isidore, apparemment sur une question d'argent que l'économe avait cachée à l'évêque, largement considéré comme avide et dépensier. La querelle devint rapidement très violente, et Isidore et les « Longs Frères » trouvèrent refuge dans les monastères origénistes de Nitrie. Théophile s'allia alors avec les « anthropomorphites » du Scété, et dans sa Lettre pascale de 401 il dénonça leurs adversaires. La même année, il réunit un synode à Alexandrie qui condamna l'origénisme, et ensuite il se mit lui-même à la tête d'une troupe armée qui saccagea et brûla les cellules des moines de cette tendance et fit subir des violences à ceux qui furent capturés. Trois cents moines se réfugièrent à Scythopolis en Palestine, et Isidore et les « Longs Frères » à Constantinople où l'évêque Jean Chrysostome leur donna l'hospitalité. Jusqu'en 404, Théophile se déchaîna contre l'origénisme, tentant de mobiliser toute l'Église contre cette doctrine.

## Le conflit avec Jean Chrysostome
Vers la fin de l'année 402, Théophile fut convoqué à Constantinople où les « Longs Frères » avait obtenu l'attention de l'empereur Flavius Arcadius et où le patriarche d'Alexandrie était invité à venir s'expliquer devant un synode présidé par Jean Chrysostome, archevêque de la capitale. Mais Théophile n'était pas homme à se laisser impressionner : il débarqua à Constantinople en juin 403 avec une troupe, dont vingt-neuf évêques égyptiens, une très grosse provision d'argent et beaucoup de cadeaux divers pour se gagner des alliés. Jean Chrysostome avait de nombreux ennemis dans la capitale, et il s'aliéna de plus à cette même époque l'impératrice Eudoxie en prononçant un sermon enflammé contre le luxe des femmes frivoles, qu'elle prit comme une attaque contre elle-même. Théophile s'installa dans un des palais impériaux et y conféra avec tous les adversaires de Chrysostome. Finalement l'évêque d'Alexandrie réunit un synode dans une villa près de Chalcédoine (la villa « ἐπὶ δρύν », « près d'un chêne », d'où le nom de « synode du Chêne » donné à cette assemblée) ; à ses côtés siégeaient les vingt-neuf évêques qu'il avait amenés, plus sept autres ennemis de Jean Chrysostome (dont Acace de Béroé, Sévérien de Gabala et Cyrinus de Chalcédoine), en face des quarante-deux archevêques et évêques rassemblés par Chrysostome pour juger de l'affaire d'origine, qui fut rapidement oubliée. Le « synode du Chêne » tint douze sessions sur le « cas » Chrysostome, en accumulant vingt-neuf accusations contre lui, souvent subalternes, d'ailleurs, fondées notamment sur des témoignages de membres du clergé de Constantinople. Chrysostome, convoqué quatre fois, opposa une fin de non-recevoir, dénonçant une réunion de ses ennemis notoires. Le synode le déclara déposé avec l'approbation de l'empereur, qui envoya des soldats pour l'arrêter. L'atmosphère dans la capitale était électrique. Au bout de trois jours, pour éviter des affrontements, Chrysostome se rendit et fut conduit hors de la ville. Mais un accident s'étant produit au palais, l'impératrice Eudoxie, superstitieuse, fit rappeler l'archevêque, qui revint triomphalement au milieu des vivats de ses fidèles. Théophile et ses alliés, par peur de l'agitation populaire, quittèrent précipitamment la ville.
Mais la rancœur d'Eudoxie contre Jean Chrysostome n'était pas apaisée, et éclata à nouveau deux mois plus tard, à propos de débordements populaires à l'occasion de l'inauguration d'une statue de l'impératrice érigée juste devant la basilique Sainte-Sophie, dont se plaignit l'archevêque auprès du préfet de la ville, ce que l'impératrice prit encore contre elle. Elle reconvoqua Théophile et les autres évêques ennemis de Chrysostome pour qu'ils se réunissent et déposent l'archevêque. Mais Théophile, prudent ou las, ne se déplaça pas une deuxième fois et répondit par un simple courrier où il affirmait que Chrysostome, ayant réoccupé son siège après en avoir été déposé, devait en être expulsé en vertu des décisions d'un synode arien tenu à Antioche en 341.
Quant à l'objet premier de la convocation de Théophile à Constantinople, non seulement il était oublié, mais le patriarche s'était en fait réconcilié avec les « Longs Frères ». Après son retour à Alexandrie, il cessa assez rapidement son activisme anti-origéniste (sa Lettre pascale de 404 y fut encore consacrée), et il semble même qu'il ait bientôt à nouveau reçu les œuvres d'Origène comme parfaitement licites. Il était en fait d'une ouverture d'esprit étonnante dès que l'on sortait des questions de rapport de forces : en 412, il consacra évêque Synésios de Cyrène qui avait précisé qu'il acceptait cette charge à condition de garder sa femme auprès de lui et tout en continuant à adhérer à ses positions platoniciennes (préexistence de l'âme au corps, etc.)
Son neveu Cyrille lui succéda à la tête de l’Église d'Alexandrie.

## Écrits
On conserve peu d'écrits de Théophile d'Alexandrie : trois de ses Lettres pascales traduites en latin par saint Jérôme (celles de 401, 402 et 404, contre l'origénisme et l'apollinarisme), et des fragments d'un gros traité contre l'origénisme, dont l'existence est signalée par Gennade de Marseille (qui consacre à Théophile la notice 34 de son De viris illustribus).
- Clavis Patrum Græcorum 2580-2684.

## Sa table pascale de 100 ans
Théophile obligea le dévot empereur chrétien Théodose I (AD 379-395) à soi en dédiant à lui sa table pascale. Le cycle lunaire métonique de 19 ans étant à la base de la table pascale de Théophile doit avoir été très différent du tout premier cycle lunaire similaire, inventé par Anatolius vers l’an 260, mais très peu du cycle lunaire similaire qui serait introduit vers l’an 412 par le moine et computiste Anniane d'Alexandrie et adopté vers l’an 425 par Cyrille, le successeur immédiat de Théophile. Finalement l’équivalent julien de cette variante étroitement liée du cycle lunaire de 19 ans de Théophile prévaudrait dans la partie latine de l’Europe: en Italie depuis le septième siècle (en fait plus d’un siècle après que Denys le Petit eut présenté sa table pascale à Rome), en Britannie et Irlande depuis la première moitié du huitième siècle (grâce à Bède le Vénérable), dans le territoire du royaume de Charlemagne depuis le dernier quart du huitième siècle (à partir d’Angleterre).

## Littérature
- Alden A. Mosshammer (2008) The Easter Computus and the Origins of the Christian Era: Oxford  (ISBN 9780199543120)
- Jan Zuidhoek (2019) Reconstructing Metonic 19-year Lunar Cycles (on the basis of NASA’s Six Millenium Catalog of Phases of the Moon): Zwolle  (ISBN 9789090324678)